# Hato (Santander)
Hato es un municipio colombiano ubicado en el departamento de Santander, cuya cabecera municipal se denomina también Hato. Limita al norte con el municipio de Galán (Santander), al oeste con el Carmen de Chucurí, al sur con Simacota y al este con Palmar.
Fue eje fundamental del tránsito de comerciantes en mulas o arrieros que viajan al Magdalena Medio en busca de surtir las rutas fluviales y sacaban los productos rumbo a Alemania en épocas de la gran prosperidad de la famosa zona de Berlín, de la Provincia del Socorro. 

## Historia
En 1781 fue el refugio de la insurrección de los comuneros y en su plaza Manuela Beltrán rompió el edicto de fusilamiento del Rey. Durante la época de Independencia, el Hato fue nuevamente ruta de abastecimiento insurreccional en el cual se destacó la entrada de pólvora de Alemania.
Fue fundado oficialmente el 25 de abril de 1825 por don Eduardo Sierra Barreneche, José María Drueda de Rueda, don José Cala Díaz, Manúel Rueda Linares, Ignácio Roque Ortíz, Manúel Enrique Goméz, entre otros. 
En 1853 obtuvo el título de "Villa Refugio Leal" otorgado por el General Santander. Fue un municipio refugio de las gentes que huían de las guerras del Nuevo Reino de Granada y durante la época colonial; llegó a tener una población de artesanos y comerciantes asilados en busca de su seguridad, de allí del nombre de la que se deriva la "Serranía de los Cobardes" y como llamaron a quienes no participaron en las guerras civiles del siglo XIX.
Era epicentro oculto económicamente al ser victimizado como de corriente Alemana y cuyas versiones históricas se sometieron a las normas de restablecimiento de soberanía nacional luego de ser partícipes de la declaratoria de territorios de soberanía alemana a principios del siglo XIX donde llegaron a utilizar escudo y moneda propias y se alzó durante muchos años la bandera de la lejana Germania, dada su total autonomía y en planes de independencia, el gobierno central descubrió el plan de invasión alemana que se pretendía y evitando la llegada de más de doscientos ciudadanos alemanes lograron (en plan relámpago) enviar tropas para restituir la soberanía, que ya se daba por perdida en estas tierras y efectuando la confiscación de las propiedades que ya se encontraban en gran auge de prosperidad en la zona y trasladando a los más violentos a cárceles se dejó la zona a los campesinos que en buena medida reconocían aun la soberanía nacional destacándose luego en la producción de textiles de algodón y fique y de cultivo de tabaco, con una población muy laboriosa en este campo. 
El estatuto de municipio lo obtuvo en el año 1887 el 30 de septiembre, el cual fue firmado por el primer gobernador del departamento de Santander, el señor Alejandro Peña Solano. 